# Bakker de baksteen
Bakker de baksteen (; Philips 6012 648) är en nederländsk singel av Cornelis Vreeswijk släppt 1976. Låttiteln betyder "tegelstenen Bakker" översatt till svenska ("Bakker" betyder 'bagare' men är också ett personnamn).
- A-sida: Bakker de baksteen
- B-sida: Pech gehad